# كيفن غراهام
كيفن غراهام هو لاعب كرة الماء كندي، ولد في 21 أبريل 1986.

## وصلات خارجية
- كيفن غراهام على موقع الاتحاد الدولي للسباحة (الإنجليزية)
- كيفن غراهام على موقع أوليمبيديا (الإنجليزية)